# Ninfee (serie di Monet)
La serie delle Ninfee è un ciclo di circa 250 dipinti realizzati dal pittore impressionista francese Claude Monet.

## Storia

### Le primeNinfee
Nel 1883 Claude Monet si trasferì in una piccola casa colonica presso Giverny, a poca distanza da Parigi. In questo piacevole villaggio il pittore ebbe l'opportunità di coronare il suo sogno acquatico, ed intraprese l'allestimento di un giardino con emerocalle, iris sbircia, iris di Virginia, agapanti, bulbi, alberi di salice e molte altre piante. Particolarmente significativa per Monet fu l'apertura di un piccolo bacino fluviale colmo di ninfee, piante ornamentali che galleggiano sull'acqua rigenerandosi senza sosta, attraversabile con l'ausilio di un piccolo ponte di legno in stile giapponese che ne collega tuttora gli argini e circondato da un vero e proprio tripudio floreale: le rose, gli iris, i tulipani, le campanule, i gladioli, i glicini e i salici piangenti erano solo alcune delle tante specie vegetali che ancor oggi fanno da cornice allo stagno in cui si trovano ninfee e giochi d'acqua.

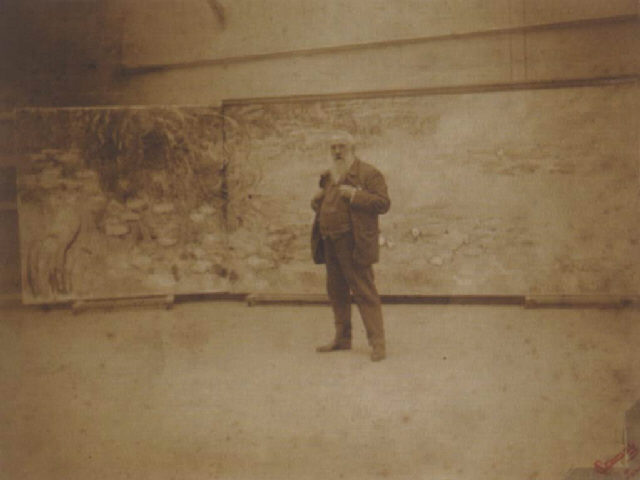
Claude Monet davanti alle sue Ninfee in una foto scattata tra il 1920 e il 1926

In questo piccolo paradiso privato Monet trascorse felicemente il resto della sua vita, dipingendo incessantemente. Il motivo conduttore che accompagnò la maggioranza delle opere realizzate dalla fine degli anni novanta fino al 1926, anno di morte dell'artista, fu proprio quello delle ninfee, piante in grado di generare cangianti effetti di luce e di colore. Anche in questo caso Monet nell'esecuzione di questo monumentale ciclo si lasciò travolgere da un grande tormento creativo: egli, infatti, era costantemente inappagato dall'esito pittorico dei suoi dipinti, sui quali rigurgitava quell'insoddisfazione che, se da una parte aveva oppresso perennemente la sua carriera artistica, dall'altra lo spronava ad inseguire nuove idee e nuovi spunti. Checché ne abbia detto l'autore, in ogni caso, le Ninfee riscossero un gran successo di critica e di pubblico. Quando la prima parte del ciclo venne esposte nel maggio del 1909 in una mostra tenutasi presso la Galleria Durand-Ruel con il titolo Ninfee, paesaggi d’acqua Monet fu investito dalle lodi di moltissimi: lo scrittore Lucien Descaves gli scrisse «Esco dalla vostra mostra abbagliato e meravigliato!» mentre Romand Roilland gli inoltrò una missiva dove ammise «Quando sono disgustato per la mediocrità della letteratura e della musica attuali, non ho che da voltarmi verso le vostre Ninfee per riconciliarmi con la mia epoca ...». Il lirico spettacolo delle ninfee affascinò anche il celebre letterato francese Marcel Proust:
(Marcel Proust)

### LeNinfeedell'Orangerie
I critici, tuttavia, non poterono fare a meno di esternare le loro preoccupazioni sull'eventualità che un nucleo così compatto di opere, coerente solo se riunito insieme, andasse disperso irrimediabilmente in musei e collezioni private. Da qui il progetto di Monet, coltivato a partire dall'ottobre del 1920, di realizzare dodici enormi tele raffiguranti Ninfee, lunghe almeno quattro metri ciascuna e da esporsi permanentemente presso un locale ex novo da erigere presso l'Hôtel de Brion di Parigi. Della gestazione di questo titanico progetto ci rimangono le preziose testimonianze giornalistiche lasciateci da René Gimpel e da François Thiébault-Sisson. Così Gimpel:
Particolarmente dettagliato è anche il resoconto steso dal critico d'arte François Thiébault-Sisson nel febbraio del 1918, che riportiamo di seguito:
Le opere, seppur contro il volere iniziale del pittore, trovarono la loro collocazione definitiva nelle due stanze ovali al pianoterra dell'Orangerie des Tuileries, lo scenografico giardino sul quale si affaccia il Louvre. Le monumentali tele, appese l'una accanto all'altra, ricoprono interamente le pareti dei due spazi espositivi e formano globalmente un unico dipinto che circolarmente ritorna su sé stesso, in una continuità pittorica che consente all'osservatore di lasciarsi rapire dagli splendenti oceani delle ninfee e di prendere parte a uno spettacolo liberamente interpretabile, dove ognuno può trovarvi quel che vuole. Così il pittore Amédée Ozenfant si espresse nelle sue Memorie in merito alle Ninfee: «Monet ha dedicato i suoi ultimi anni alla lirica serie delle Ninfee. Quando lo vidi rimasi meravigliato nel sorprendere me steso nell'atto di togliermi il cappello di fronte all'uomo che le aveva dipinte. Se la tela provoca reazioni così istintive, non c'è verso che la si possa negare: il lavoro di Monet è nobile e potente».

## Descrizione

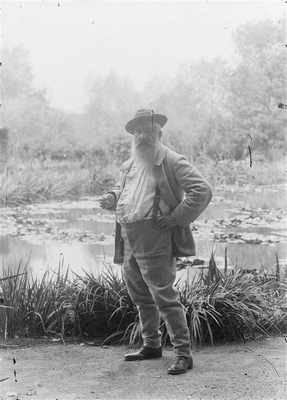
Claude Monet davanti allo stagno delle ninfee, a Giverny

Le Ninfee, tuttavia, sono lodevoli anche perché hanno ormai abbandonato ogni costrizione della forma, ogni limitazione della composizione e dei «doveri» descrittivi della scena. Monet, in questo modo, è riuscito ad andare oltre ogni concezione figurativa a lui contemporanea, imprimendo nelle proprie tele una forza che trascende l'Impressionismo stesso verso approdi di visionarietà astrattista. Se negli anni passati i paesaggi montanisi strutturavano su impaginazioni di ampio respiro, per le Ninfee Monet mostra di prediligere campi medi e primi piani, privi della linea di orizzonte o di un qualsivoglia riferimento spaziale. Sono le ninfee a ricoprire interamente lo spazio pittorico: il cielo scompare, o meglio appare fugacemente, intravisto, nei riflessi equorei emanati dall'acqua dello stagno («i contorni confusi svelano caldi pomeriggi, quando la natura umida esala vapori e profumi intensi, altri riflessi evocano limpide luci mattutine», per usare le parole di Barbara Meletto). Lo sguardo, in questo modo, si inabissa in uno spazio che, in quanto privo di punti di riferimento sicuri, appare infinito, «abissale», senza né inizio né fine, e al contempo astratto, in quanto «svincolato da un rapporto riconoscibile con la realtà oggettiva» (Gavioli). Lo sforzo cerebrale che l'osservatore deve spesso compiere per discernere le piante dai vari riflessi fissati sull'acqua è assolutamente notevole: è per questo motivo che le varie Ninfee si pongono a contatto tra la realtà fenomenica e quella metafisica, o - per ricondurre la questione in termini artistici - tra l'impressionismo e la pittura astratta.
Questo mutamento stilistico è osservabile anche su un piano più strettamente cromatico. Il colore, rispetto al passato, è depositato sulla tela per mezzo di pennellate lunghe, filamentose, quasi sinuose. Queste opere che presentano impressioni allo stato puro, depurate come sono da intenti narrativi, consentono al pittore di scegliere intonazioni cromatiche precise a seconda del suo preciso modo di sentire: abbiamo infatti ninfee rosa, blu, ma anche versioni dove la tavolozza vira su tonalità esangui (come i verdolini o gialli tenui) o, magari, su colori profondi e cupi. Di particolare interesse, poi, è il colore delle corolle delle ninfee, le quali - in quanto bianche - mutano la propria vibrazione cromatica in ragione dell'intensità luminosa della luce e dell'invisibile cielo, secondo un concerto timbrico che non è nient'altro che la reinterpretazione del concetto delle «ombre colorate», già applicato negli esordi. È così che l'acqua stagnante sulla quale si verifica la fluttuazione instabile delle ninfee - talora turbata dal sopraggiungere di improvvise folate di vento o dalla caduta di un ramoscello d'erba (difficili da captare per un occhio inesperto) - eroga molteplici percezioni di colori, secondo una mappa cromatica di sfumature azzurrine, rosa, verdi riproposta dal pittore nei quadri appartenenti alla serie de Lo stagno delle ninfee, concepita come un'armonia di colori dove a prevalere sono tonalità talora rilassanti, talora squillanti.
Anche il ciclo de Lo stagno delle ninfee documenta i progressivi sviluppi astrattisti dell'arte monetiana. Sono tutti dipinti che colgono un angolo del giardino di Monet a Giverny, con il ponte giapponese sospeso tra due chiostre di salici piangenti che con la sua orizzontalità divide lo spazio pittorico in due parti: la frescura scaturita da queste opere è notevole, complice la schermatura offerta dalle morbide chiome delle alberature e il refrigerio recato dallo stagno stesso, impreziosito - ovviamente - dalle immancabili ninfee. Si può notare come i primi quadri appartenenti alla serie descrivano con grande precisione la morfologia del paesaggio rappresentato, pur nell'assenza di effetti di prospettiva. Con il passare degli anni, invece, i confini tra forma e colore iniziarono a farsi sempre più sfumati, fino a quando la superficie pittorica diventa puro cromatismo astratto, con le pennellate dense e corpose che arrivano a «disintegrare del tutto ogni residuo figurativo» (Cricco, di Teodoro), tanto che spesso è quasi impossibile riconoscere il soggetto di cui parla il titolo. Opere come Il ponte giapponese o Salice piangente si ripiegano verso le proprie potenzialità espressive, «spingendosi oltre le possibilità dell'umano vedere» (Gavioli).

## Galleria d'immagini

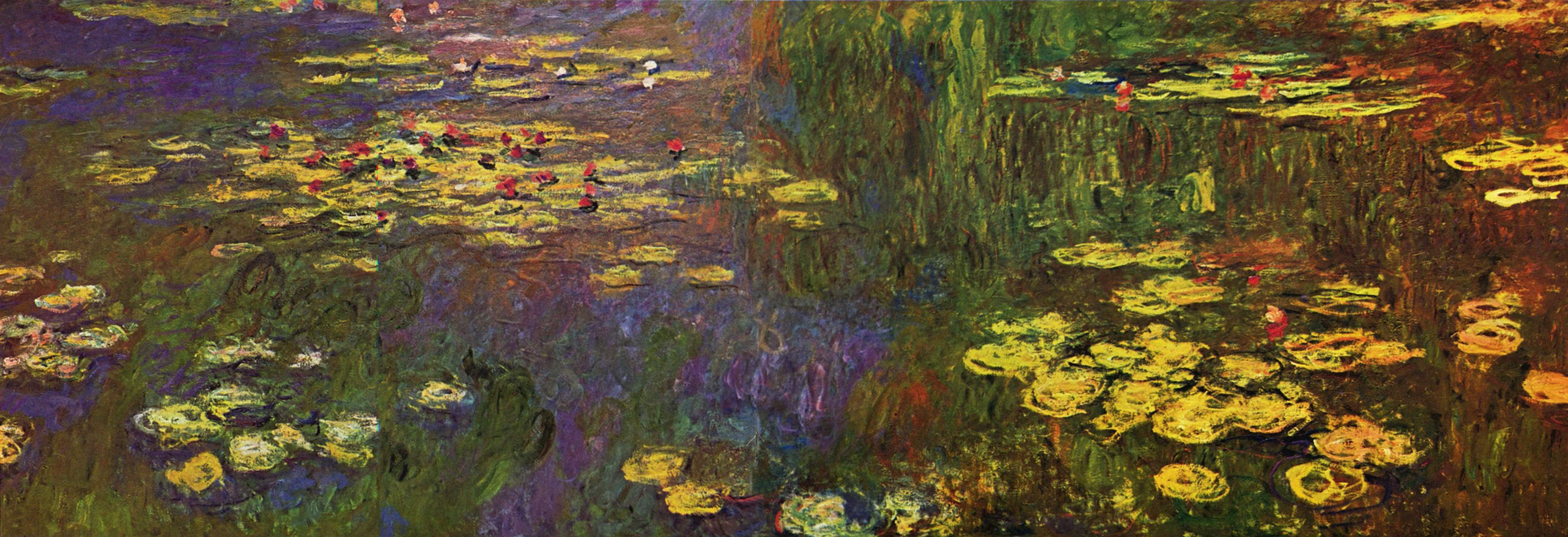
Ninfee, 1920-1926, Museo dell'Orangerie
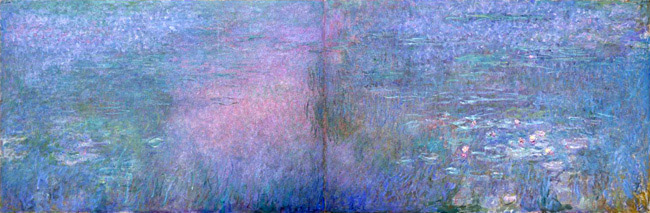
Stagno di ninfee, 1915-1926, Chichu Art Museum, Naoshima, Kagawa, Giappone
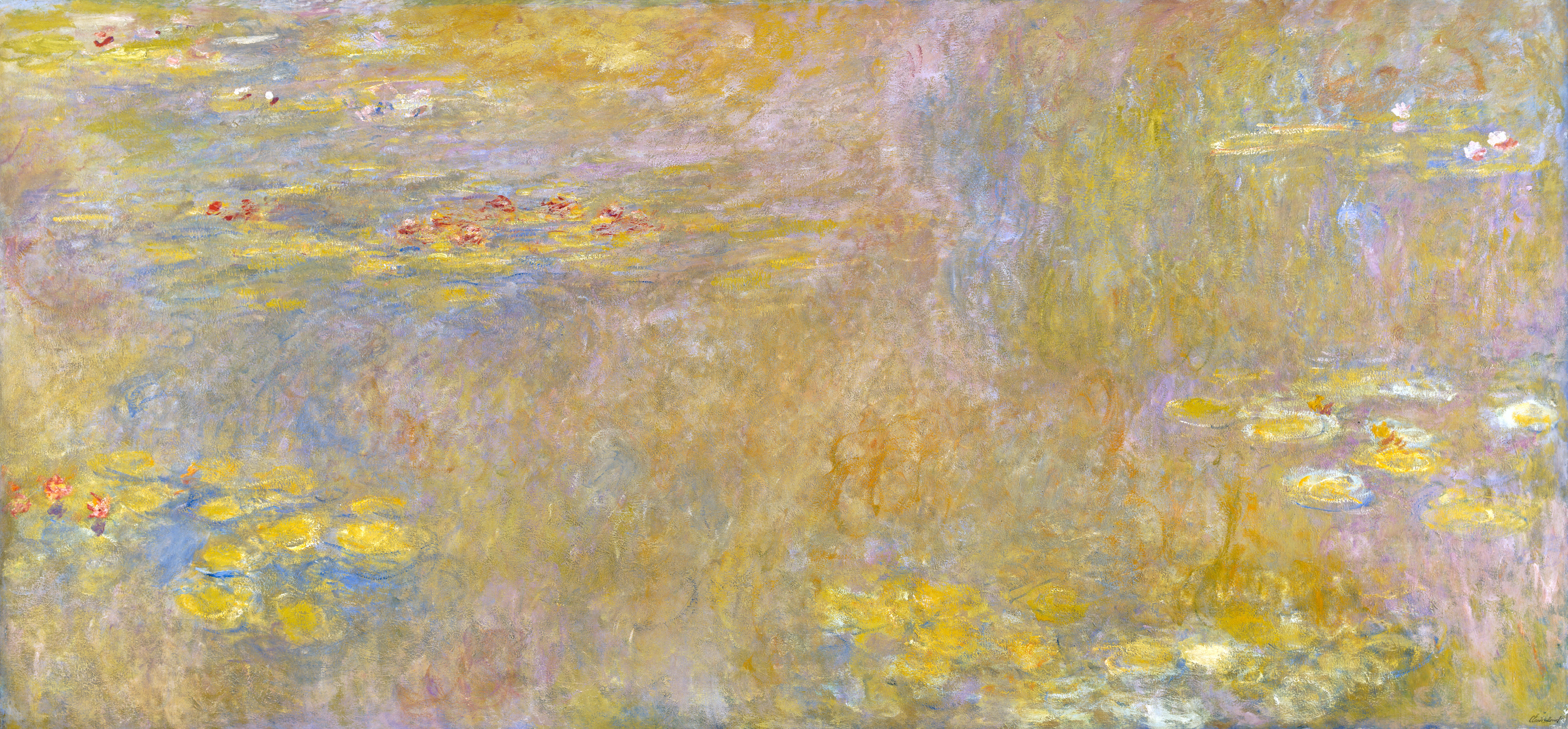
Ninfee, 1920, National Gallery, Londra
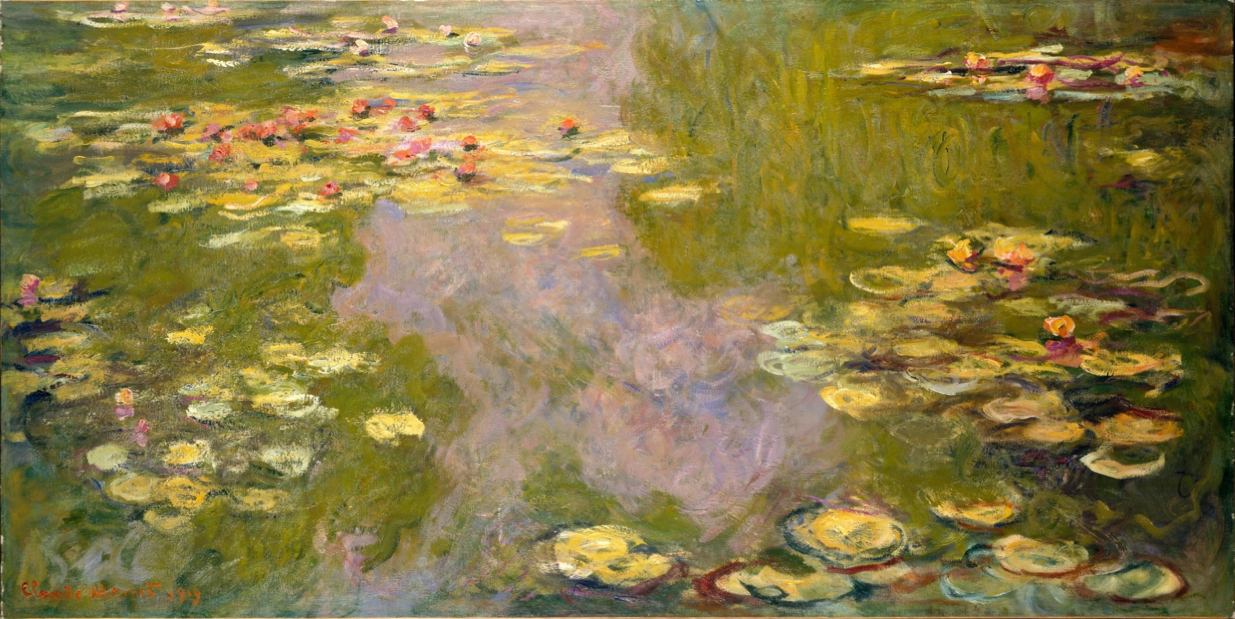
Ninfee, 1919, Metropolitan Museum of Art, New York
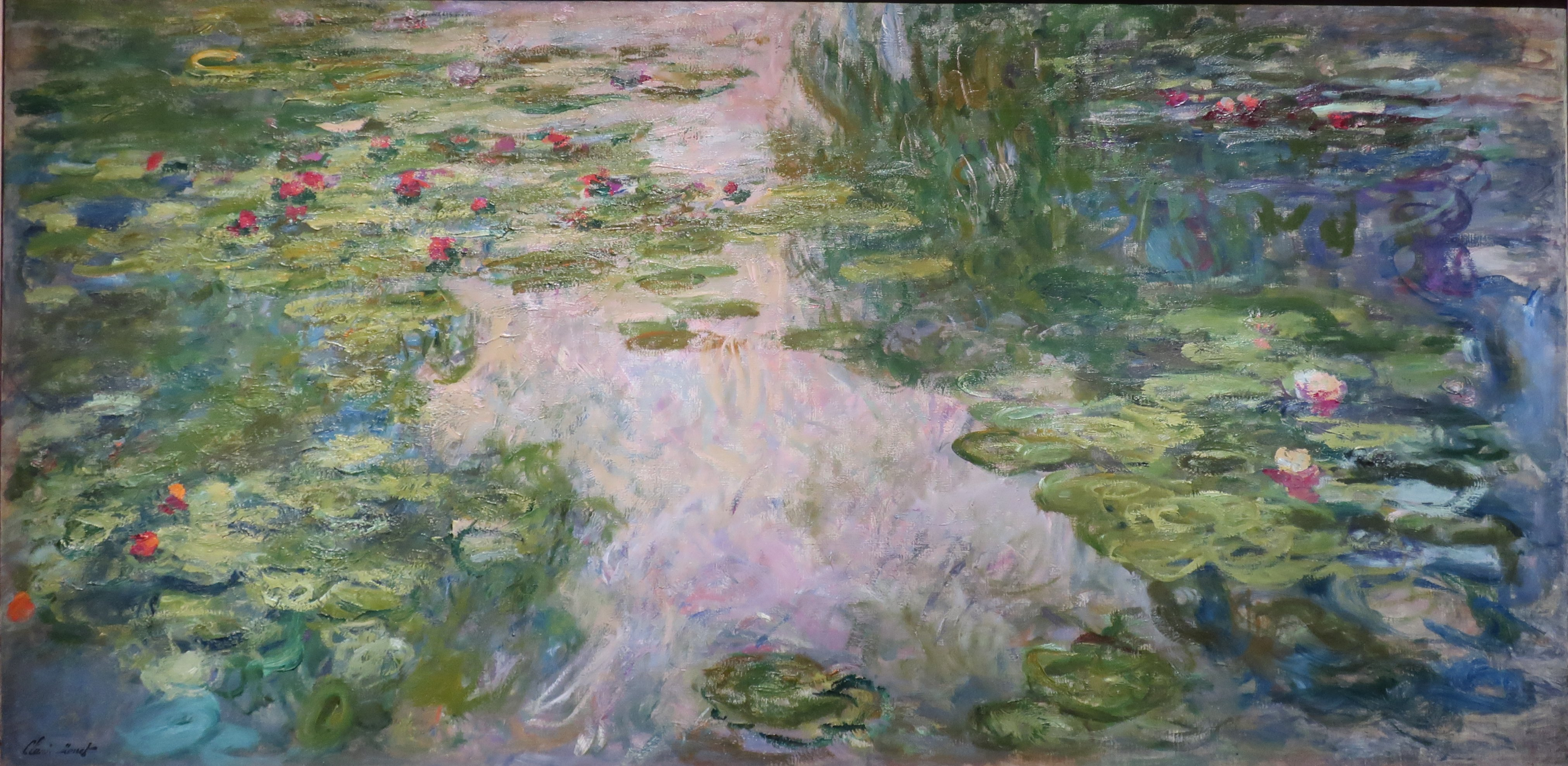
Ninfee, 1917-1919, Honolulu Academy of Arts
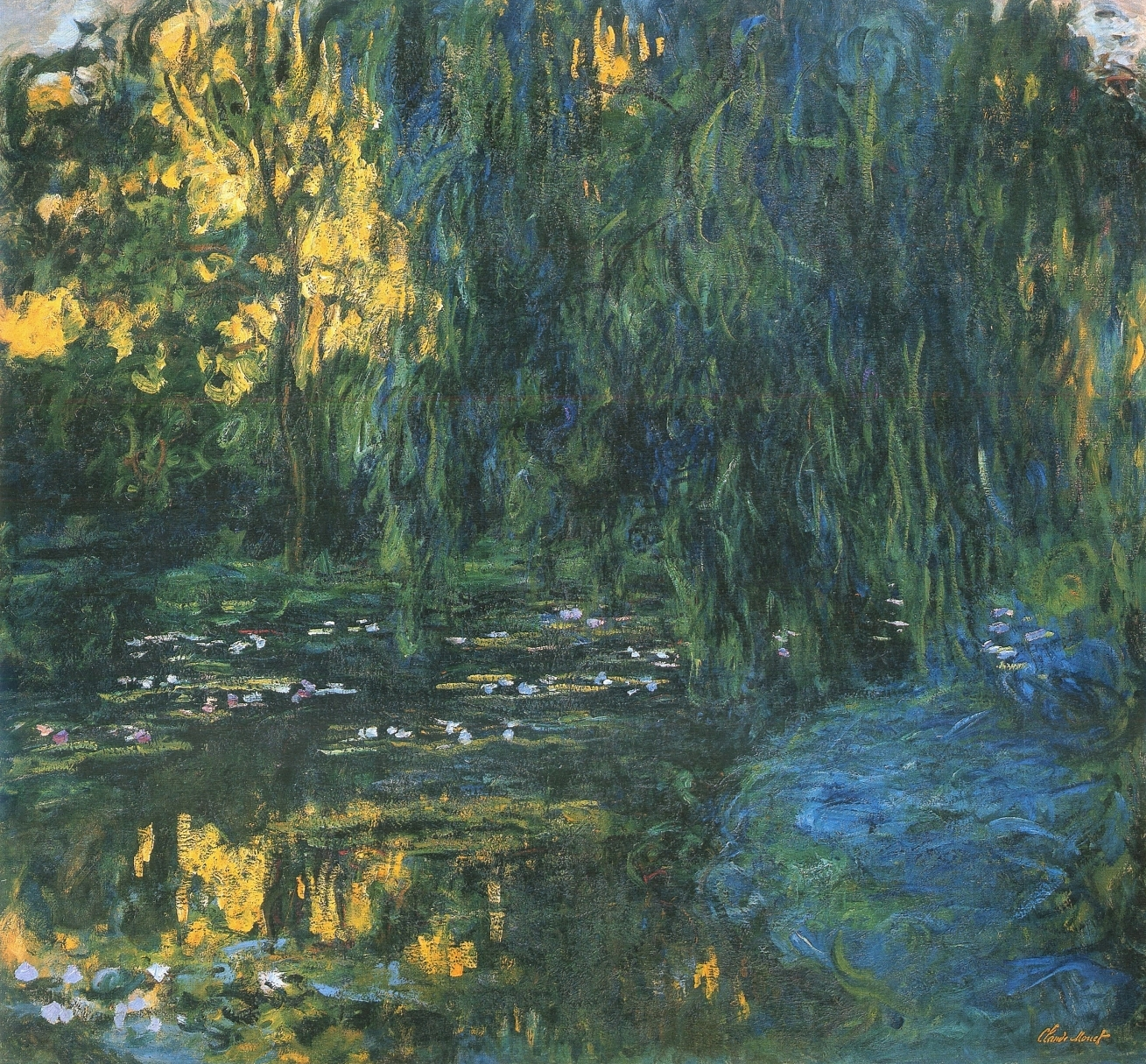
Stagno di ninfee e salice piangente 1916-1919
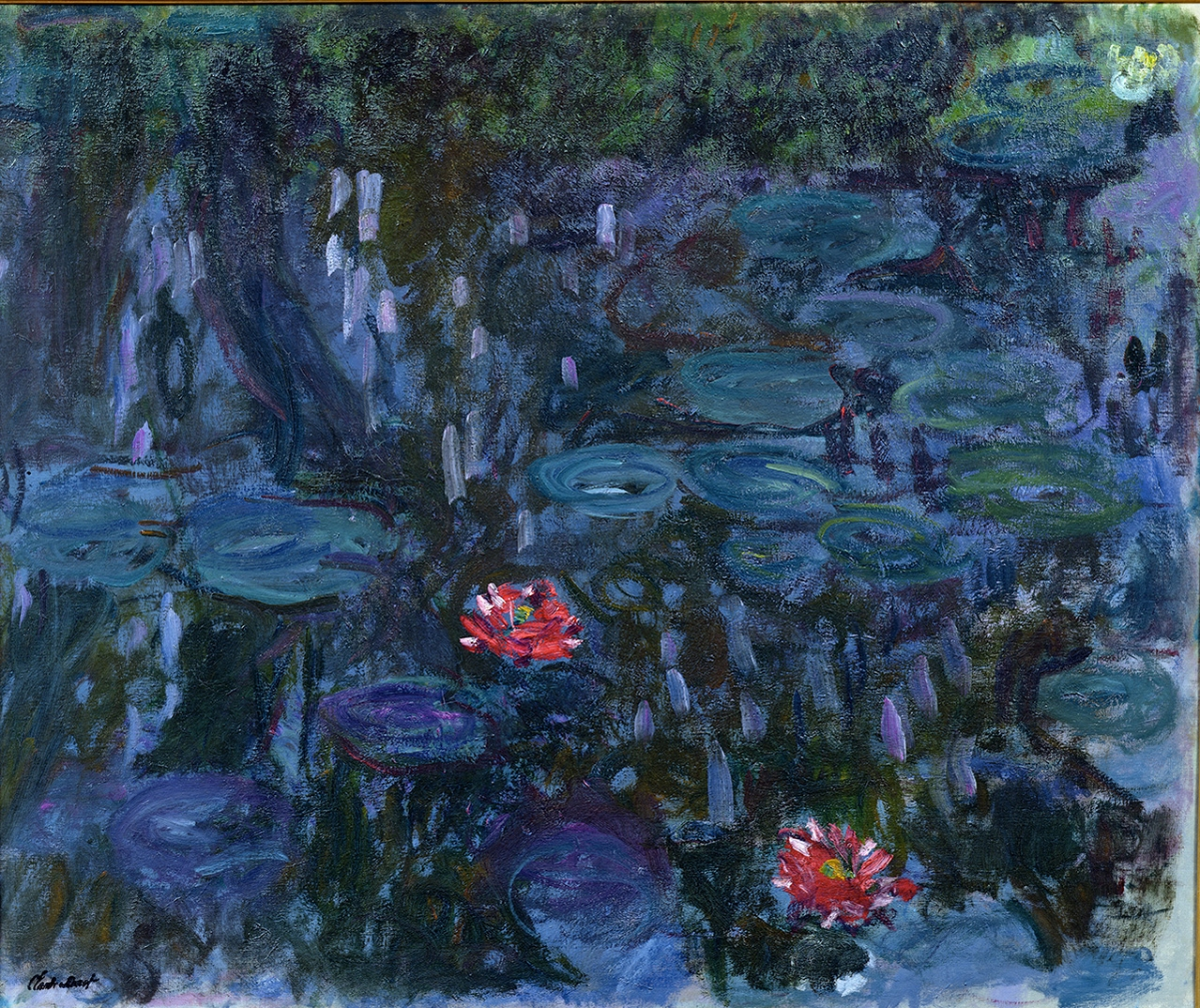
Ninfee e riflessi del salice 1916-1919, Musée Marmottan Monet
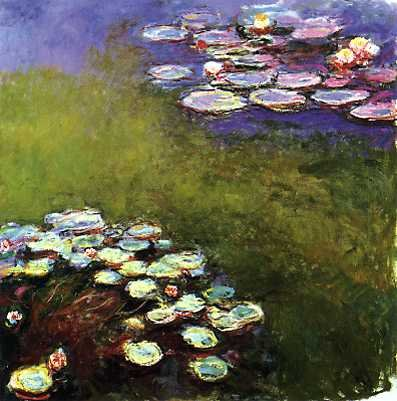
Ninfee, 1916, Musée Marmottan Monet
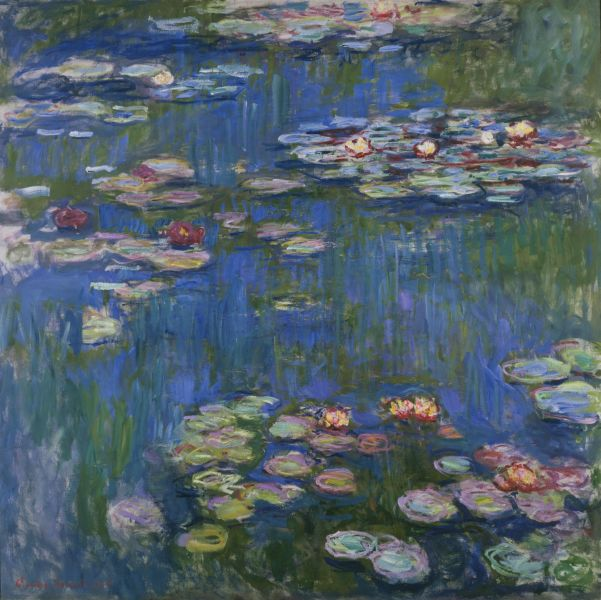
Ninfee, 1916, Museo nazionale d'arte occidentale, Tokyo
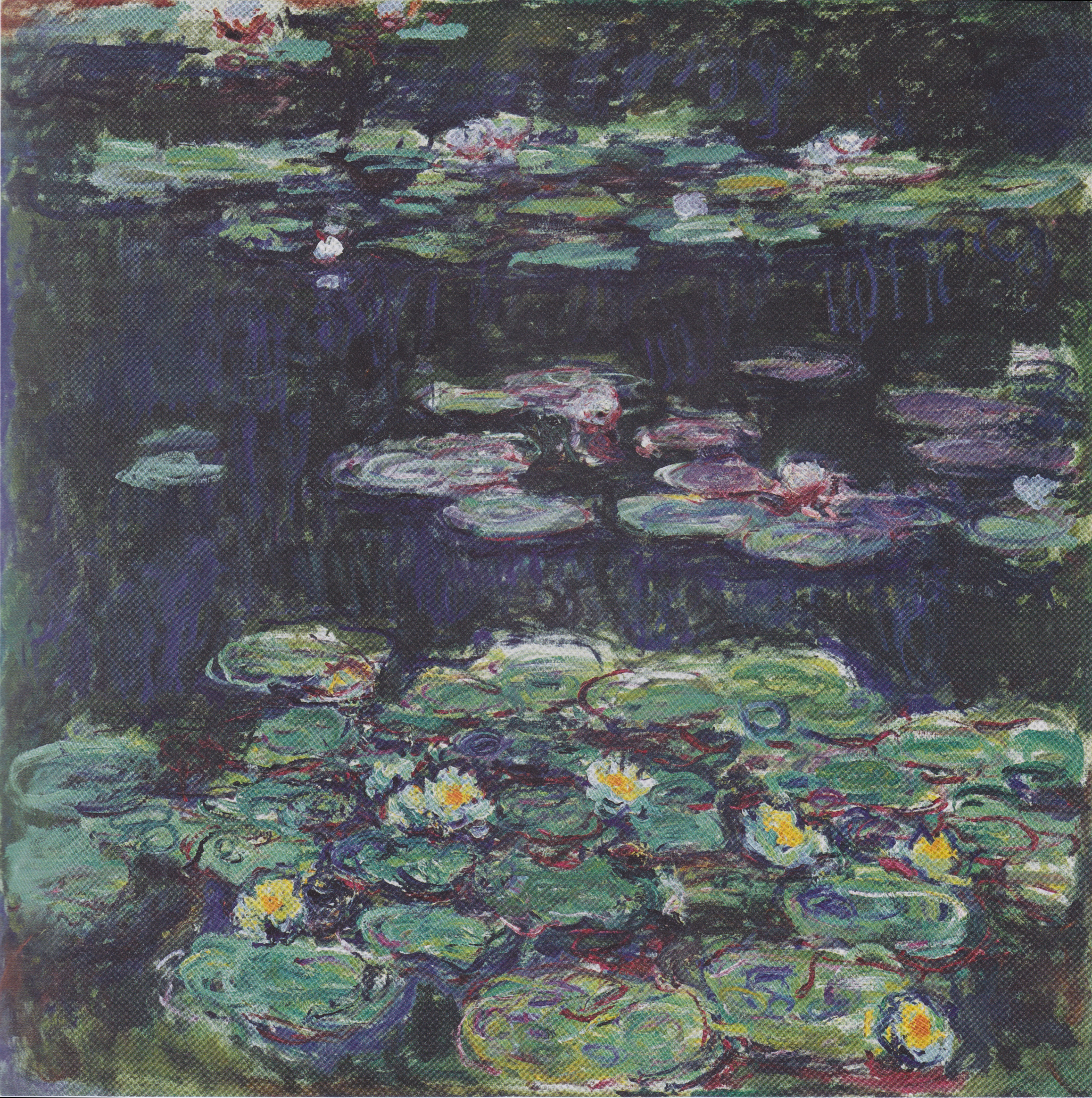
Ninfee bianche e gialle, 1915-1917, Kunstmuseum Winterthur, Winterthur, Svizzera
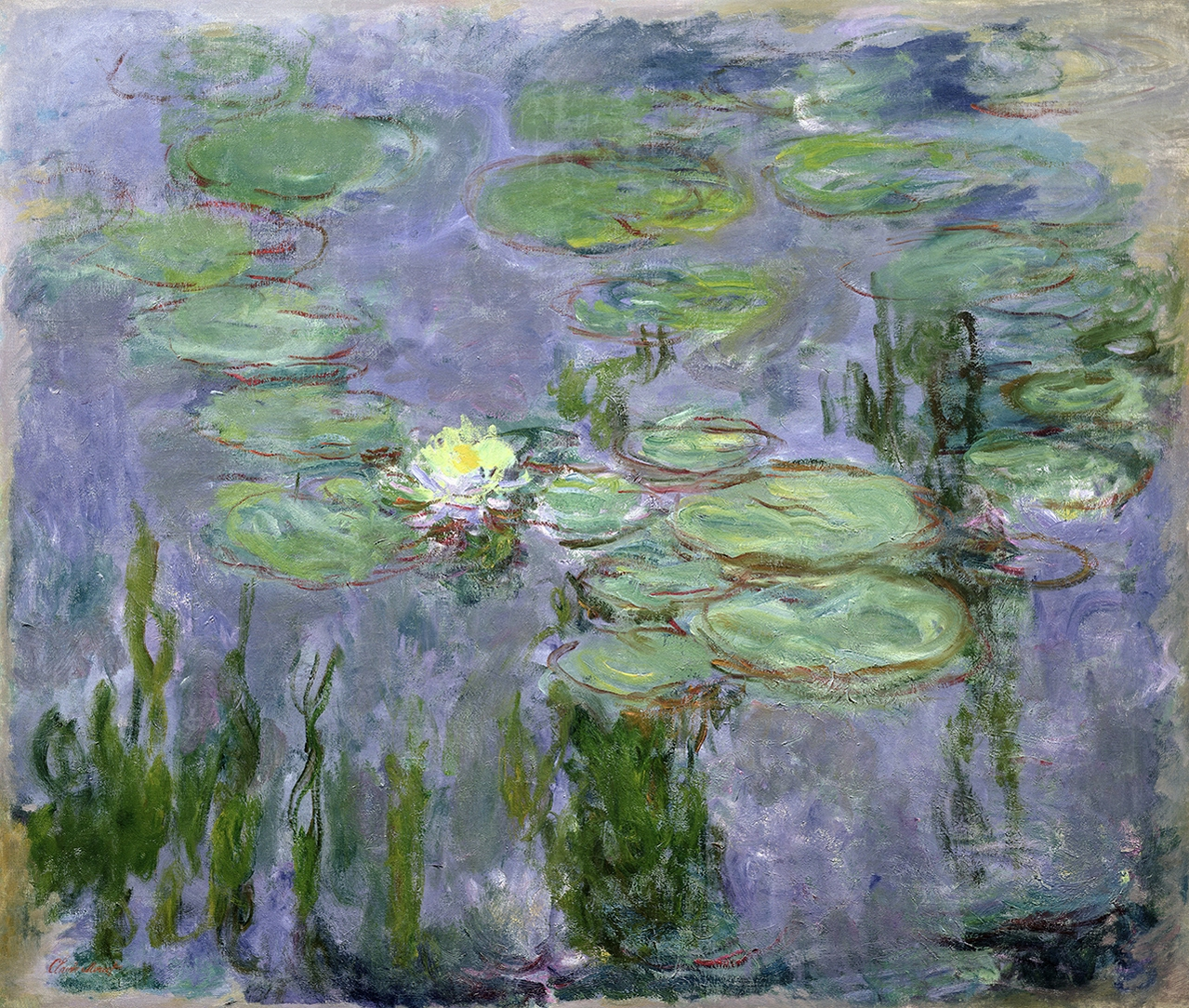
Ninfee, 1915, Musée Marmottan Monet
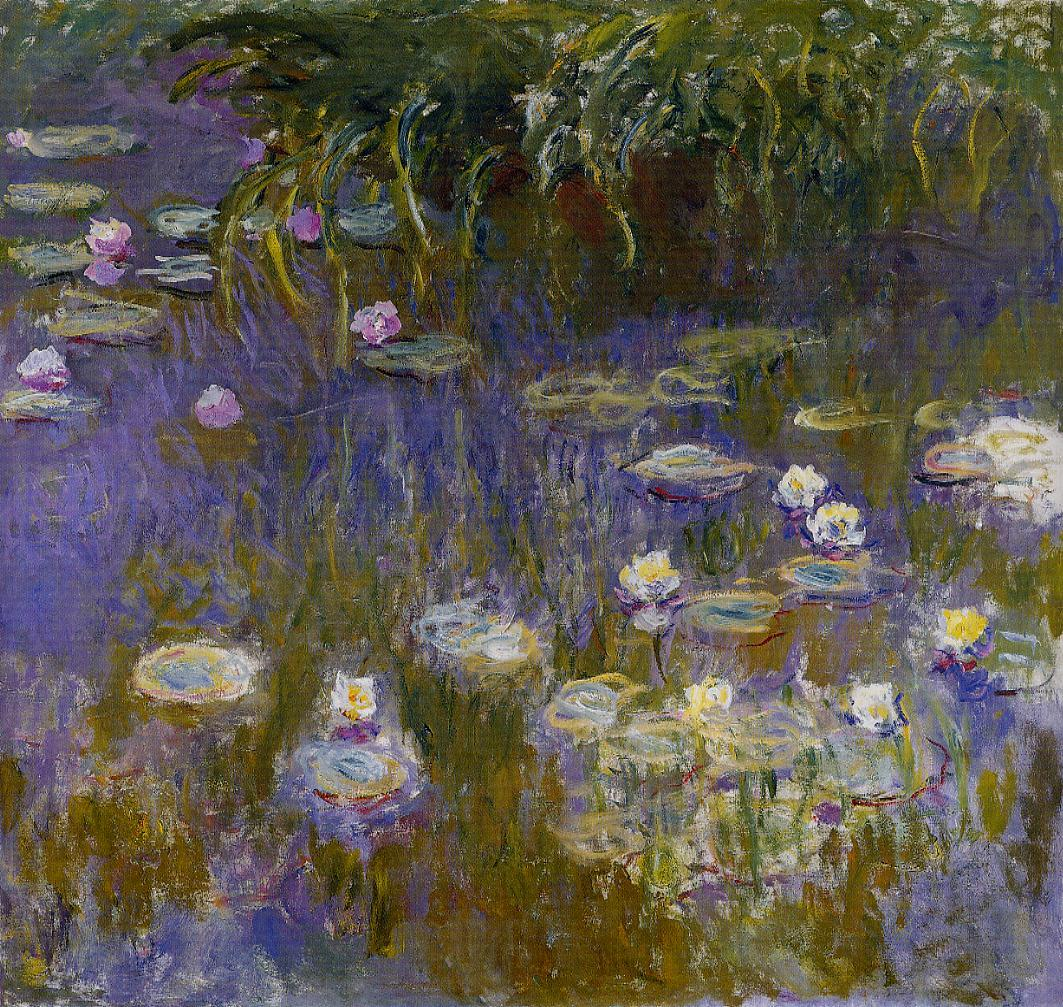
Ninfee, 1914-1917, Museo d'arte di Toledo
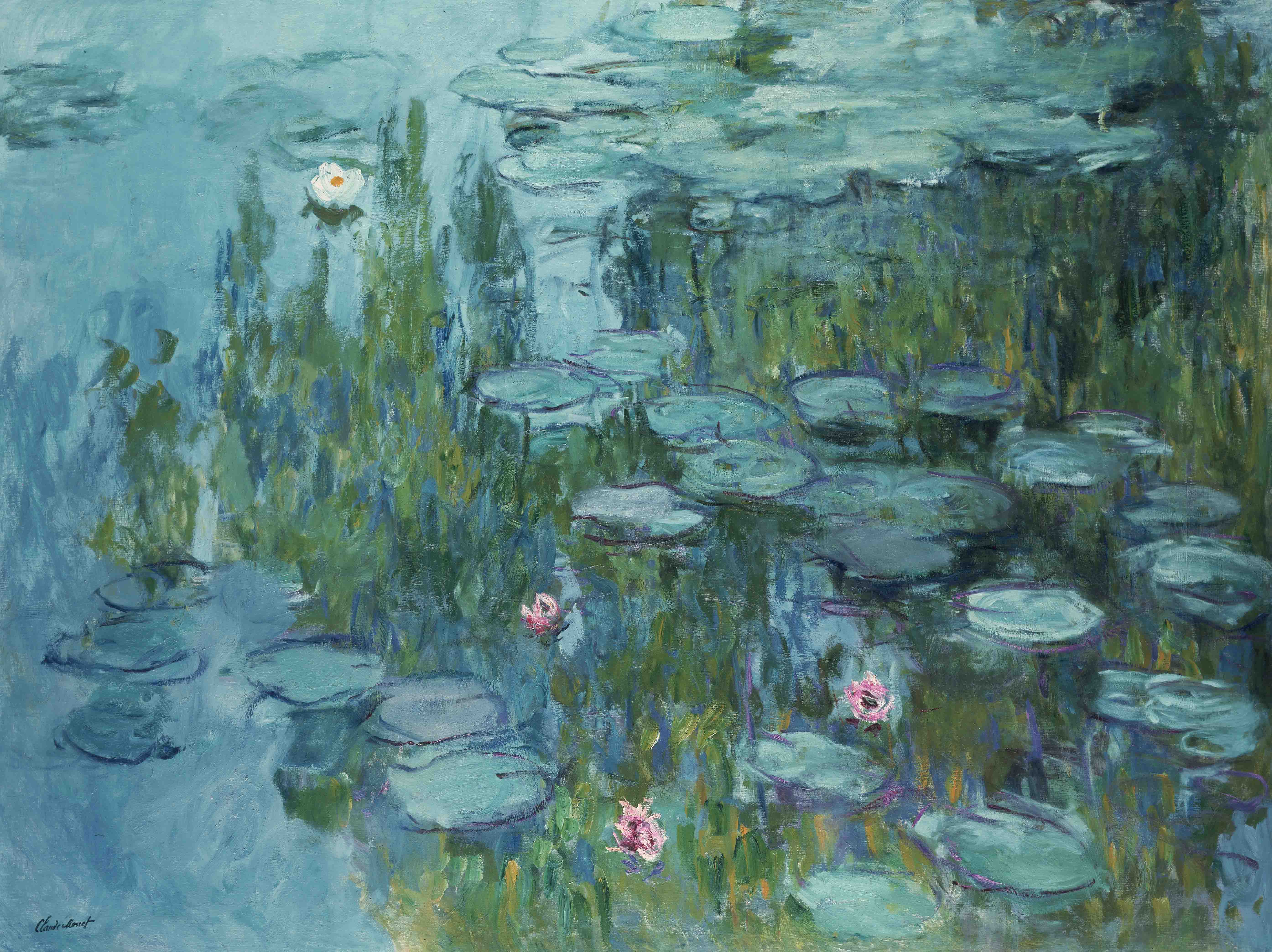
Ninfee, 1915, Neue Pinakothek, Monaco di Baviera
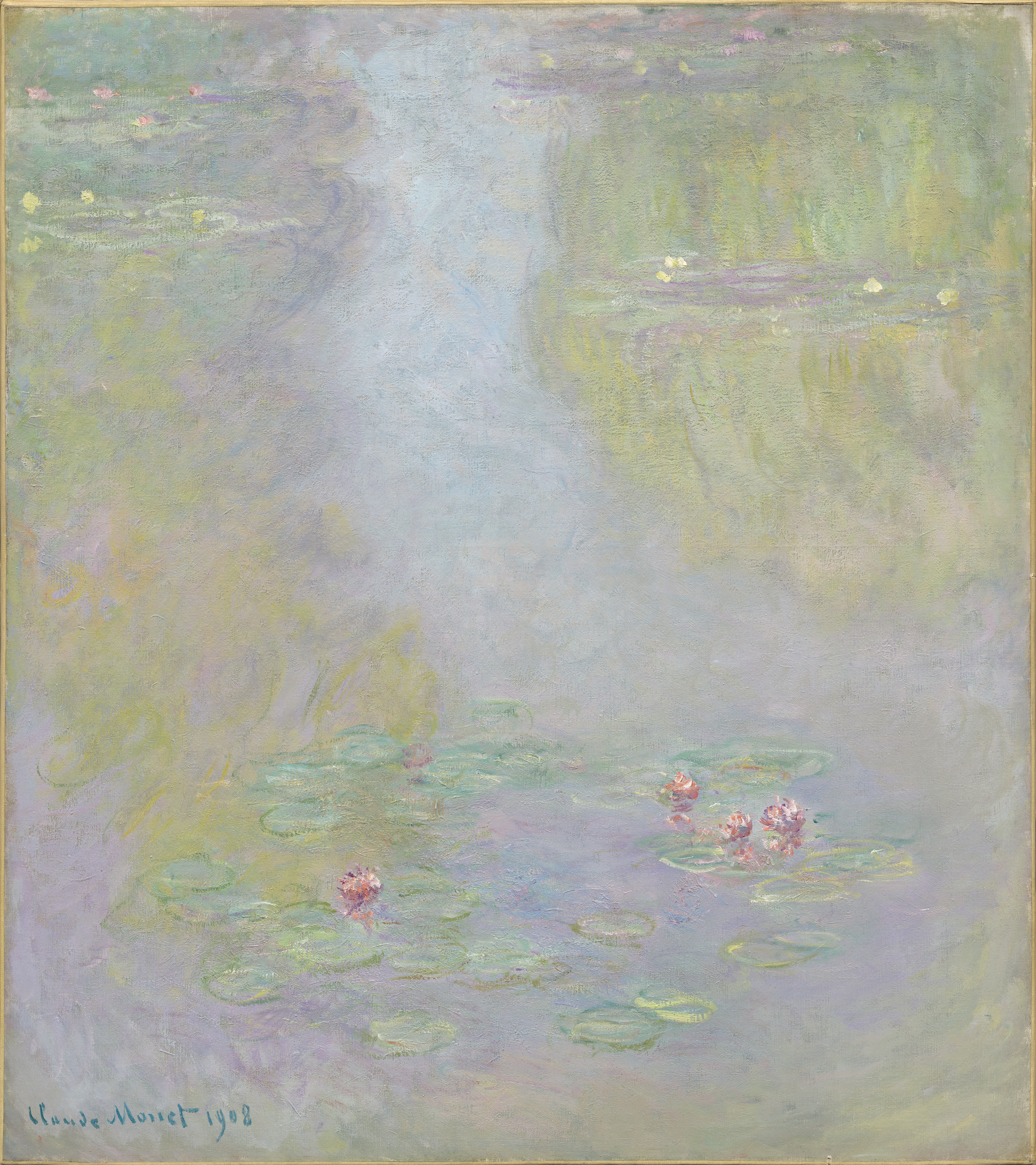
Ninfee, 1908, Tokyo Fuji Art Museum
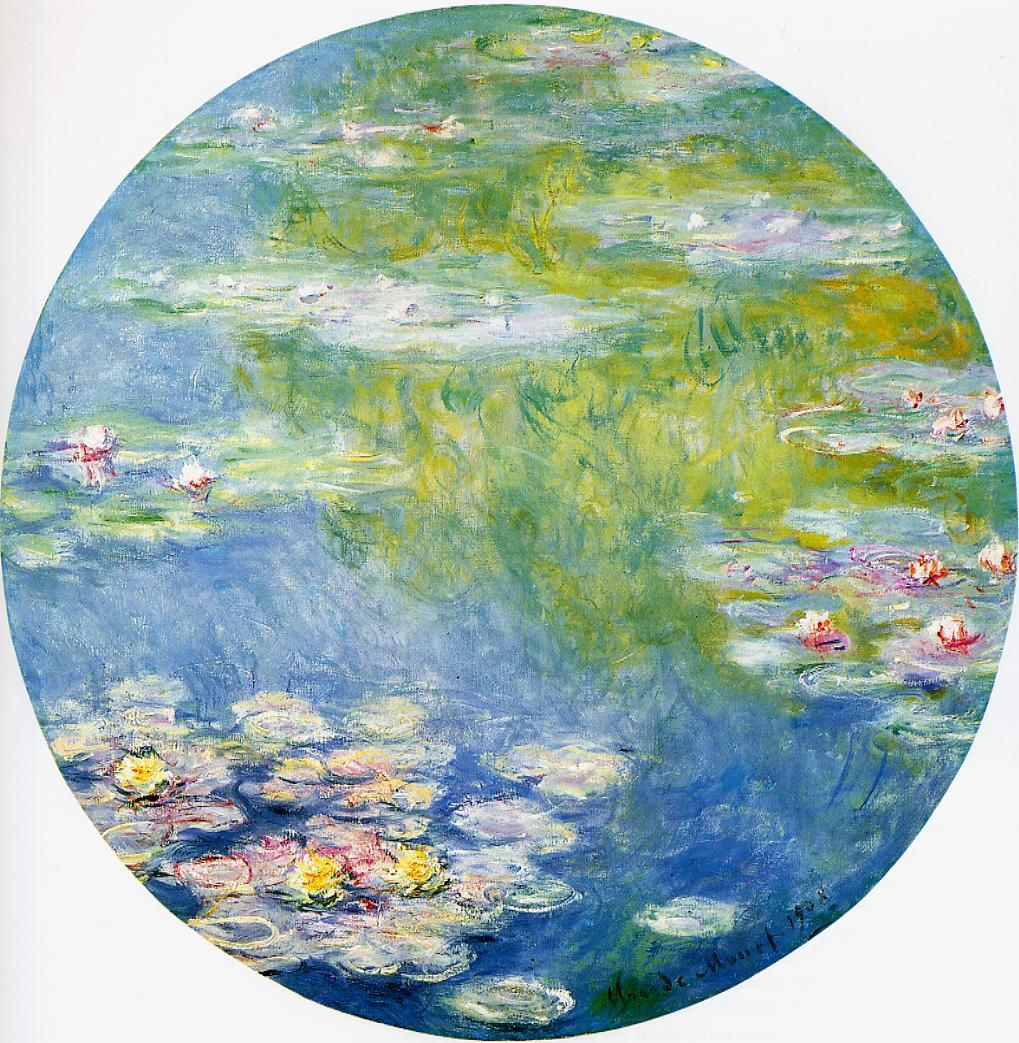
Ninfee, 1908, Dallas Museum of Art
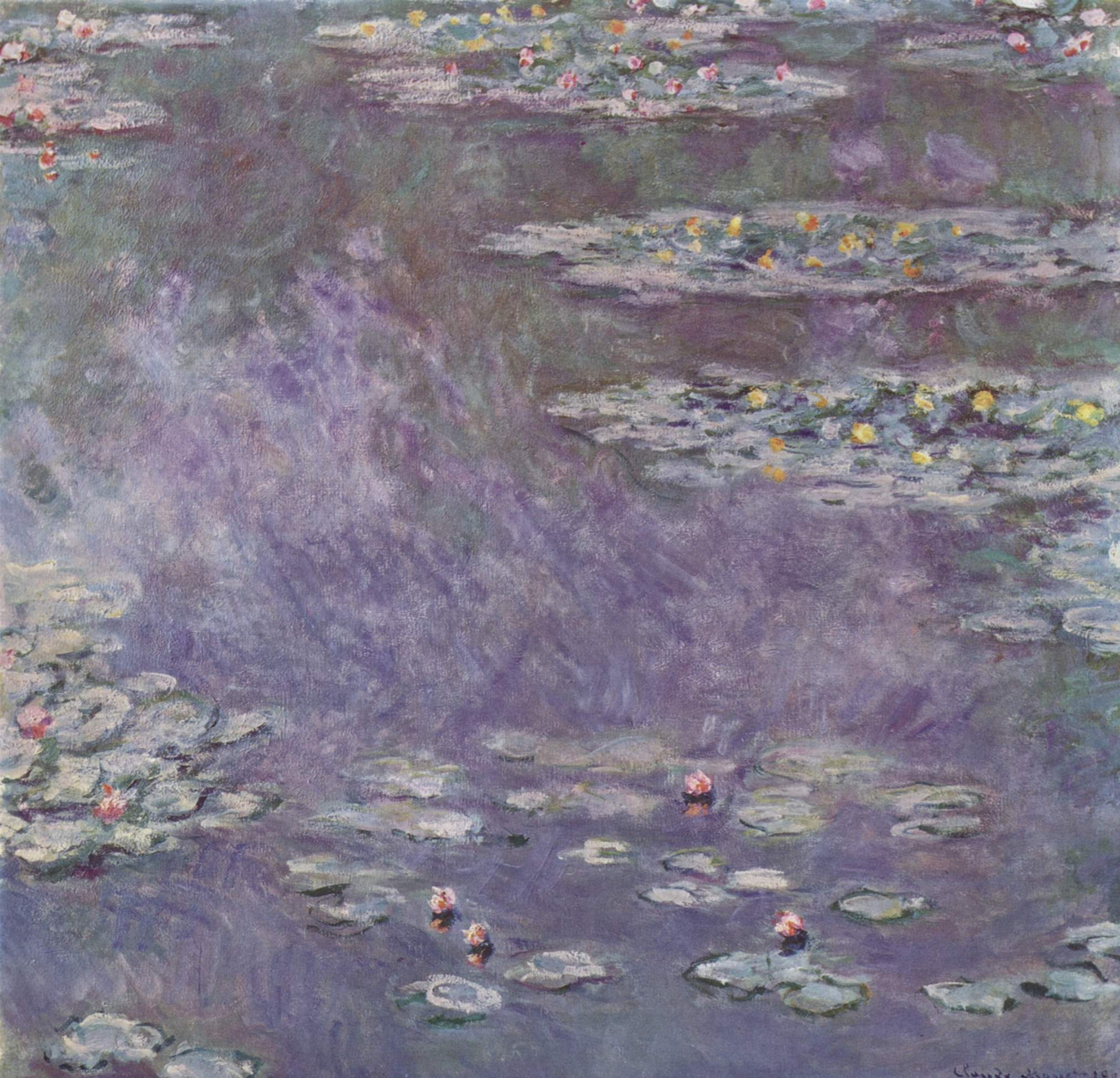
Stagno di ninfee, 1908
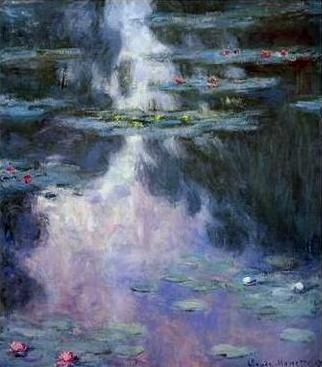
Ninfee, 1907, Houston Museum of Fine Arts, Houston
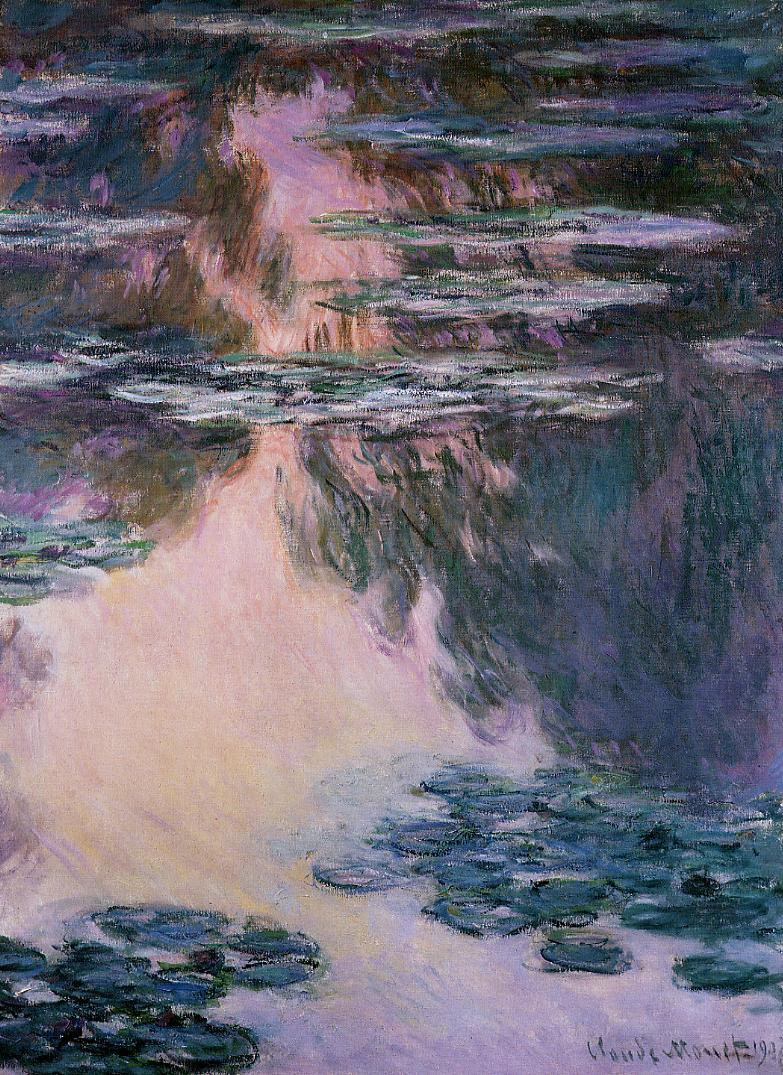
Ninfee, 1907, Artizon Museum, Tokyo
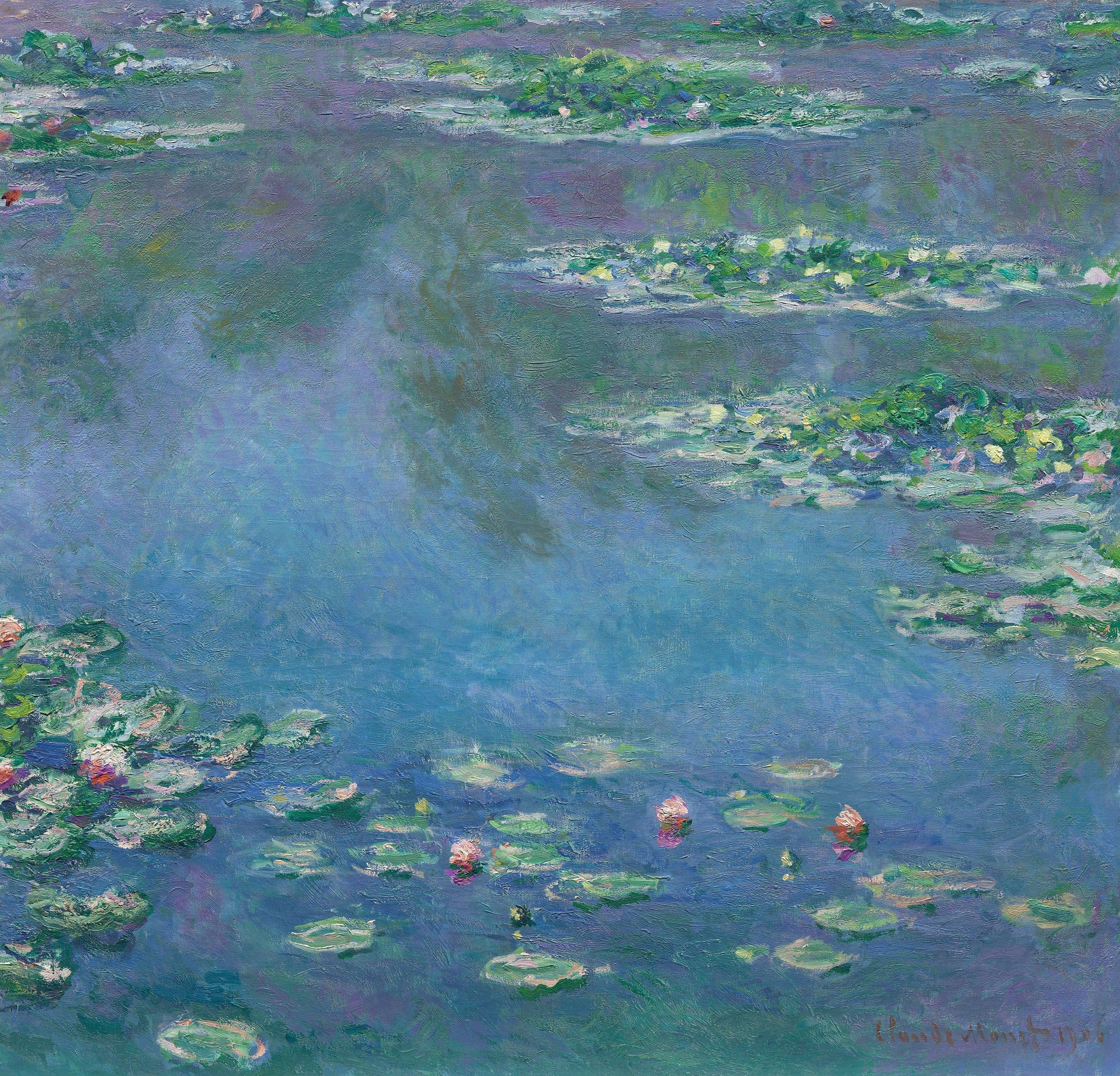
Ninfee, 1906, Art Institute of Chicago
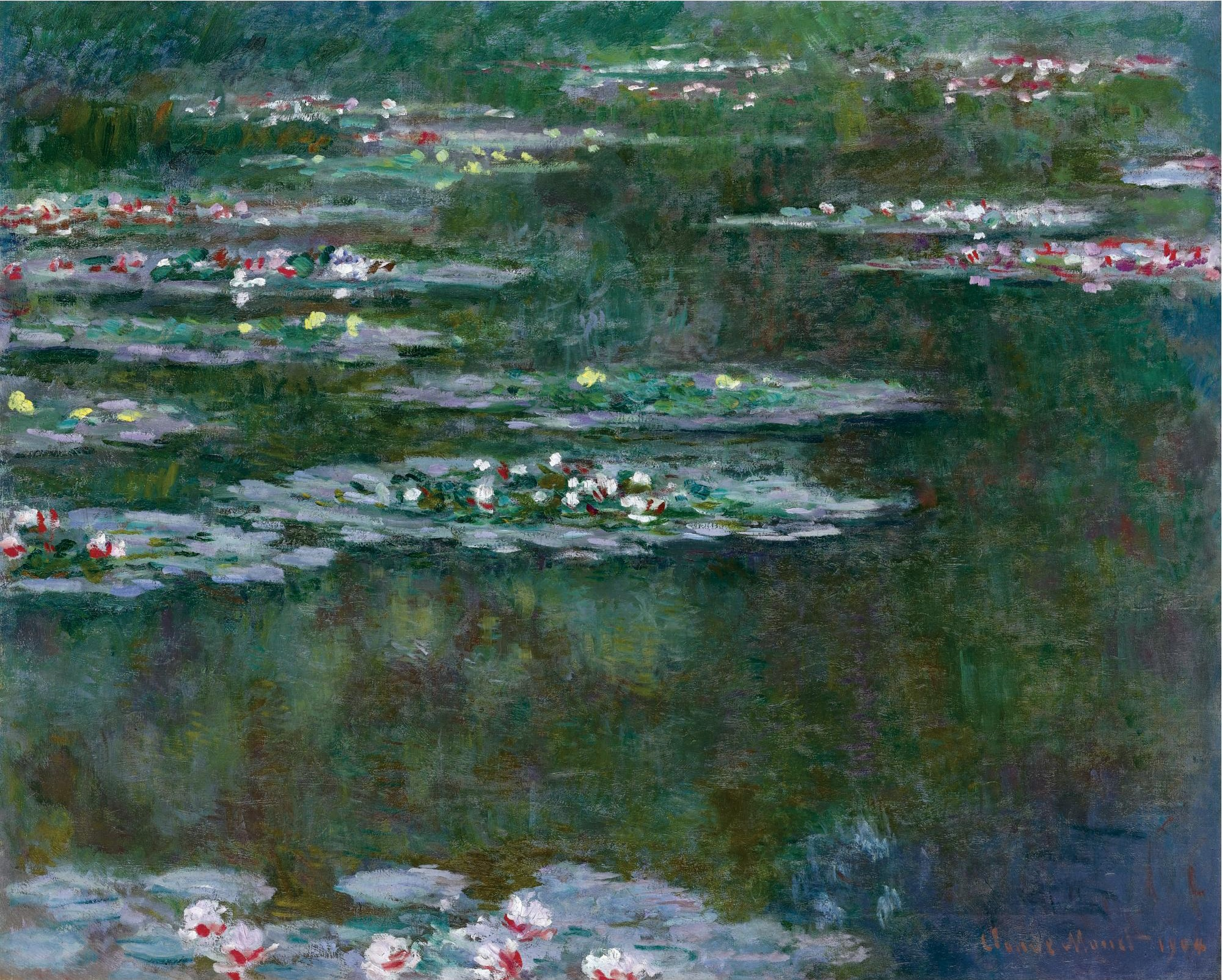
Ninfee, 1904
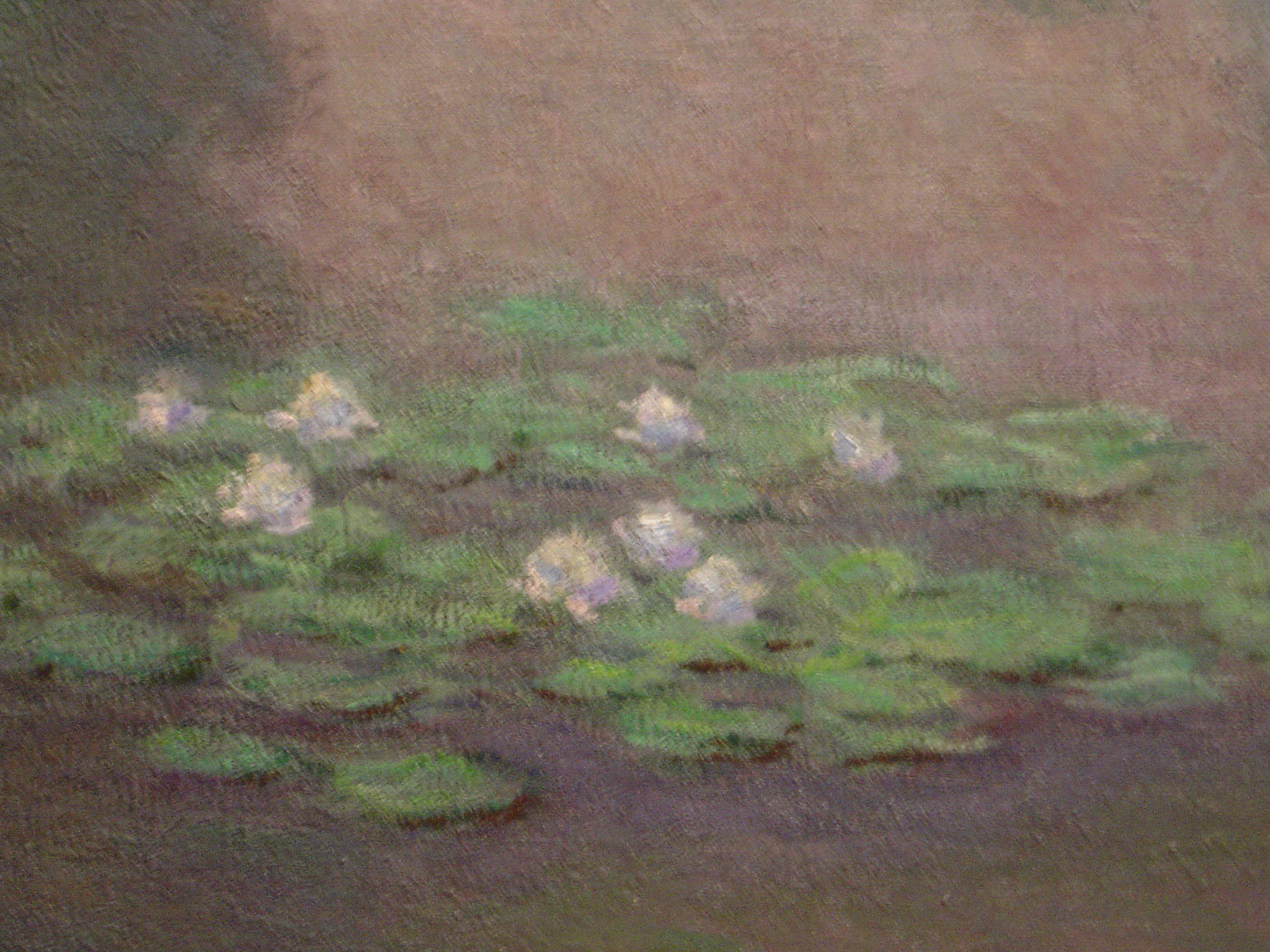
Stagno di ninfee, 1899, Boston Museum of Fine Arts
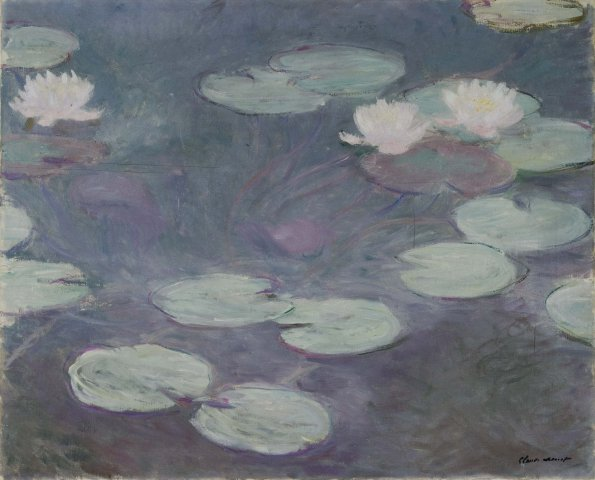
Ninfee, 1897-1899, Galleria Nazionale d'Arte Moderna, Roma
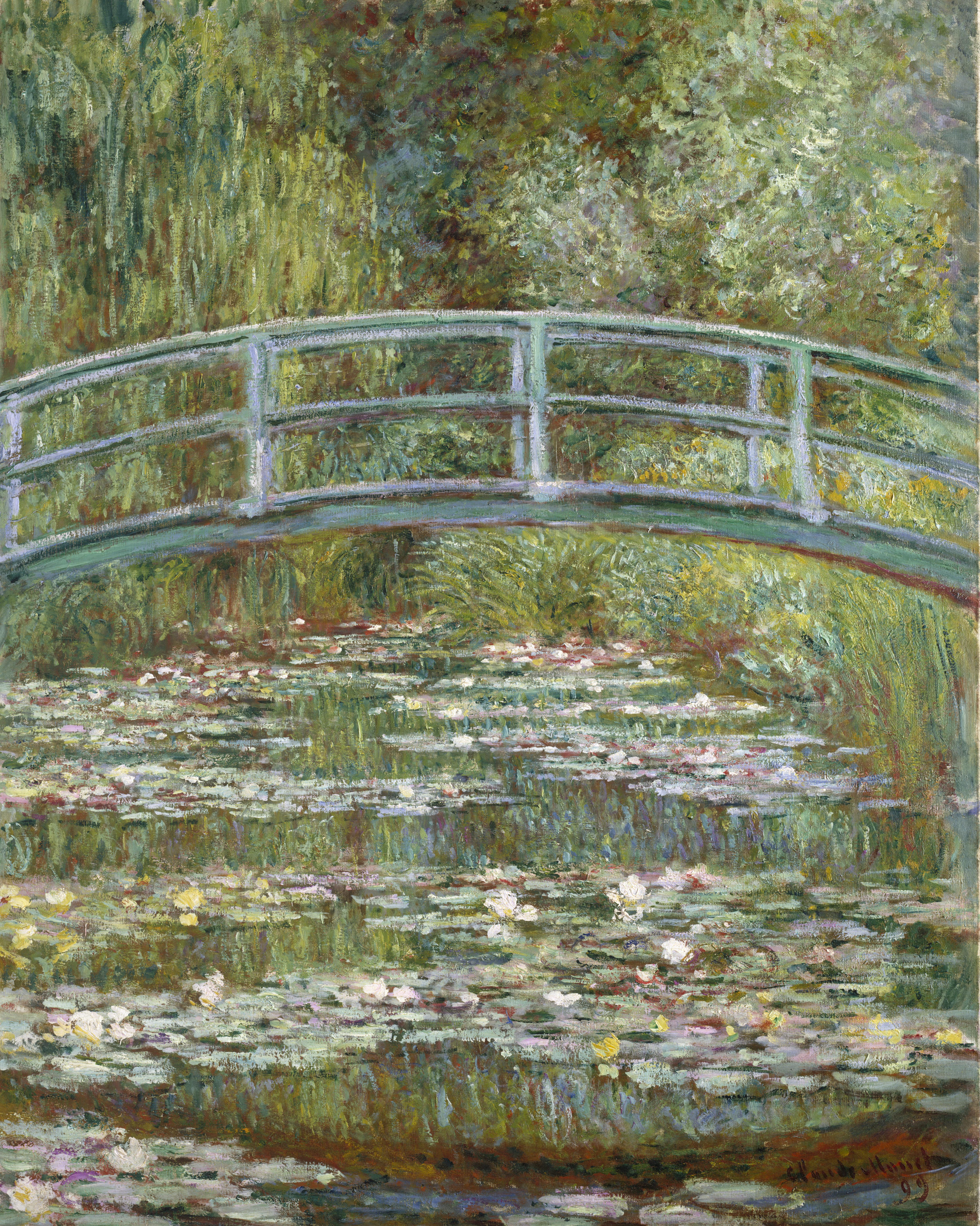
Lo stagno delle ninfee, 1899, Metropolitan Museum of Art, New York
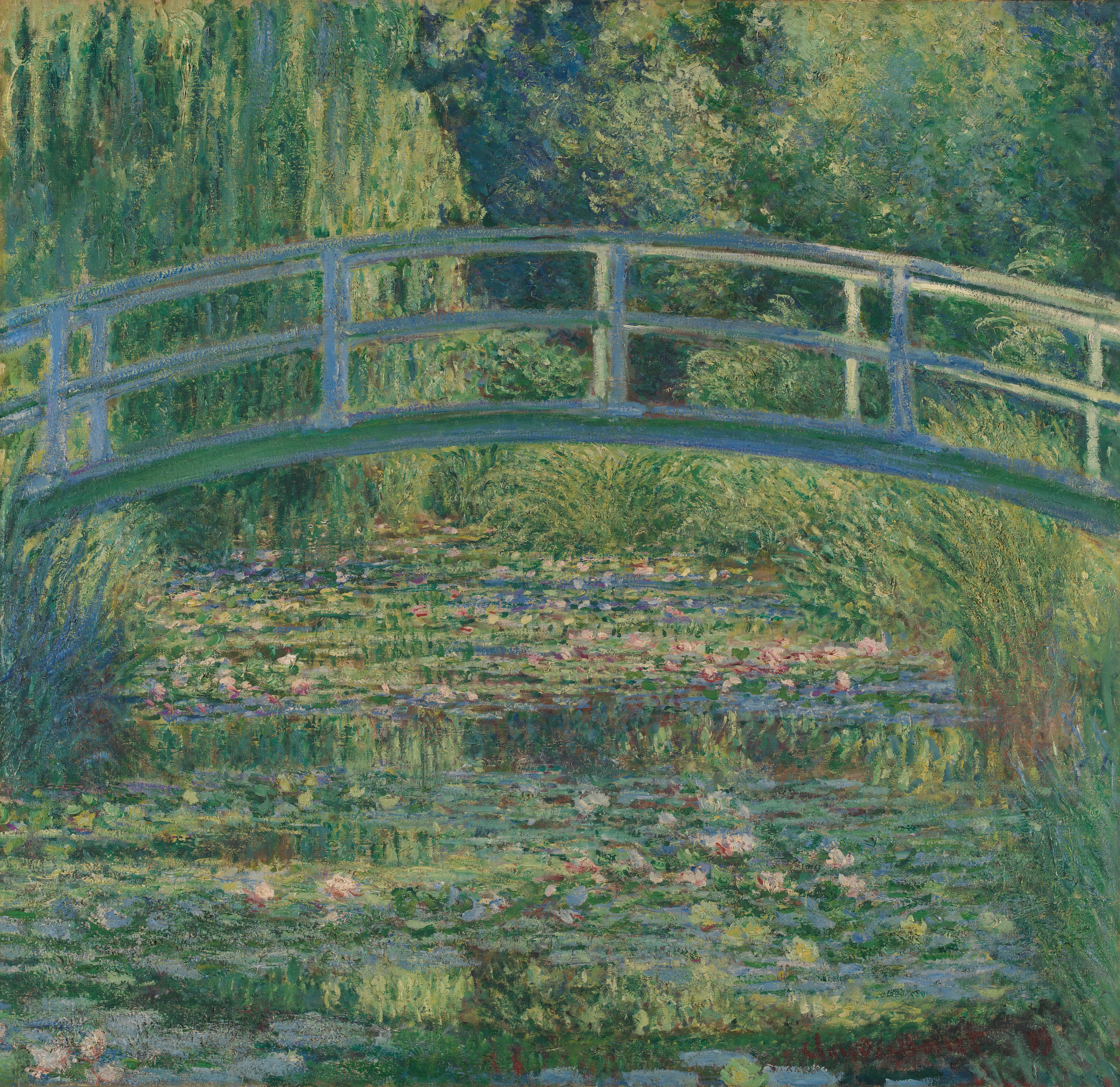
Lo stagno delle ninfee, 1899, National Gallery, Londra
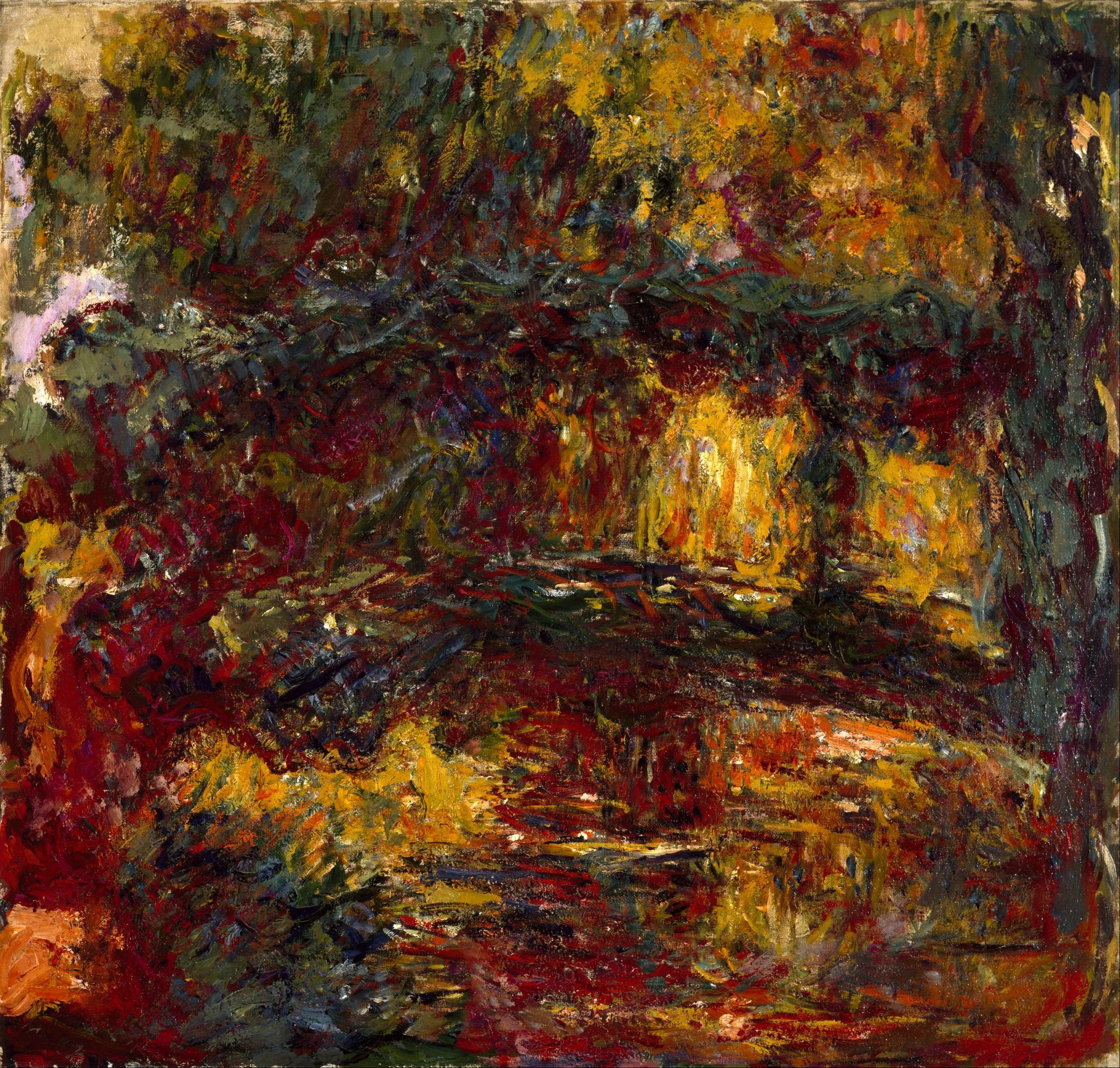
Il ponte giapponese, 1910 circa, Museum of Modern Art, New York